# Кристенсен, Марта
Ма́рта Кри́стенсен (англ. Martha A. Christensen, 4 января 1932 — 19 марта 2017) — американский миколог, профессор Вайомингского университета.

## Биография
Родилась 4 января 1932 года в городе Эймс в центральной части штата Айова. Училась в Небраскском университете, где получила степени бакалавра и магистра. В 1960 году защитила диссертацию доктора философии в Висконсинском университете в Мэдисоне, в 1963 году стала работать микологом на кафедре ботаники Вайомингского университета, сменив в должности Вельгельма Солхейма. Уже в первый год преподавания на кафедре Марта читала курсы микологии, дендрологии, морфологии растений и общей ботаники.
В 1988 году избрана президентом Микологического общества Америки.
В 1991 году Марта Кристенсен стала обладателем награды имени Уильяма Хенри Уэстона Микологического общества Америки, присуждаемое за совершенство в преподавании микологии. В 2013 году ей была присуждена Премия Йоханны Вестердейк Института биоразнообразия грибов Королевской Нидерландской академии искусств и наук.
Марта Кристенсен активно выступала за сохранение природы Вайоминга, в частности, Национального леса Медисин-Боу — Рутт. Занималась исследованием систематики крупных родов Aspergillus и Penicillium, а также грибов-микоризообразователей, грибов корковых образований пустынь США, грибов — возбудителей болезней летучих мышей и пчёл.
Скончалась 19 марта 2017 года в Мэдисоне.

## Некоторые научные работы
- Christensen M. Soil Microfungi of Dry to Mesic Conifer-Hardwood Forests in Northern Wisconsin // Ecology. — 1969. — Vol. 50(1). — P. 9—27.

## Роды и некоторые виды грибов, названные именем М. Кристенсен
- Marthanella States & Fogel, 1999
- Aspergillus christenseniae A.J.Chen et al., 2016
- Penicillium christenseniae Houbraken et al., 2011
- Penicillium marthae-christenseniae Visagie & Samson, 2016